# レイラ・ハタミ
レイラ・ハタミ（ペルシア語: لیلا حاتمی レイラー・ハータミー, 英語: Leila Hatami, 1972年10月1日 - ）は、イランの女優である。父はアリー・ハータミー、母は女優のザリー・ホーシュカーム、夫は俳優のアリー・モサッファである。

## 生い立ちと私生活
イランのテヘランで生まれる。
高校卒業後はスイスのローザンヌに行き、スイス連邦工科大学ローザンヌ校で電気工学の勉強を始める。その2年後には専攻をフランス文学に変え、イラン帰国までにフランス語を覚えた。
1999年に『レイラ』で共演したアリー・モサッファと結婚した。2007年に長男、2008年に長女が誕生した。

## キャリア
1996年にダールユーシュ・メフルジューイー監督の『レイラ』に出演し、第15回ファジル映画祭で女優賞を受賞した。
2002年の『The Deserted Station』では第26回モントリオール世界映画祭の女優賞を受賞した。
2011年には『別離』が公開され、第61回ベルリン国際映画祭では他の女性キャストと共に女優賞を受賞した。

## フィルモグラフィ
- レイラ (1996)
- フライト・パニック 〜ペルシア湾上空強行脱出〜 (2002)
- 別離 (2011)